# Rachael Marshall
Rachael Marshall – australijska kolarka BMX, mistrzyni świata.

## Kariera
Największy sukces w karierze Rachael Marshall osiągnęła w 1998 roku, kiedy zdobyła złoty medal w kategorii elite podczas mistrzostw świata w Melbourne. W zawodach tych wyprzedziła bezpośrednio Amerykankę Marie McGilvary oraz Holenderkę Brigitte Busschers. Na rozgrywanych rok wcześniej mistrzostwach świata w Saskatoon Marshall zwyciężyła w kategorii juniorów. Została tym samym pierwszą w historii kolarką BMX, która zdobyła złote medale w kategorii juniorów i seniorów rok po roku. W 1998 roku otrzymała tytuł australijskiej kolarki roku BMX.